# فرانسيس ليزلي روز
فرانسيس ليزلي روز (بالإنجليزية: Frank Rose)‏ (27 يونيو 1909 - 3 مارس 1988) هو كيميائي بريطاني، رشح كعضو في الجمعية الملكية عام 1957 وفائز بجائزة فيليب ليفرهيلم في عام 1975 كما أن حاصل على رتبة الإمبراطورية البريطانية في عام 1975.